# Carlito Cenzon
Carlito Joaquin Cenzon (ur. 25 stycznia 1939 w Baguio, zm. 26 czerwca 2019) – filipiński duchowny rzymskokatolicki, w latach 2004-2016 biskup Baguio.

## Życiorys
Święcenia kapłańskie przyjął 9 lipca 1965. 6 lipca 1992 został prekonizowany wikariuszem apostolskim Tabuk ze stolicą tytularną Scebatiana. Sakrę biskupią otrzymał 25 listopada 1990. 25 stycznia 2002 został mianowany wikariuszem apostolskim Baguio, a 10 lipca 2004 biskupem diecezjalnym. 1 października 2016 przeszedł na emeryturę. Zmarł 26 czerwca 2019.